# ازت متنفرم، دوستت دارم
ازت متنفرم، دوستت دارم (به انگلیسی: I Hate U, I Love U) به شیوه نوشتاری " i hate u, i love u " ترانه‌ای از خواننده آمریکایی نش همراه اولیویا اوبراین است. این آهنگ در ۱۷ فوریه ۲۰۱۶ منتشر شد و در ۹ آوریل ۲۰۱۶ صدرنشین جدول انجمن صنعت ضبط استرالیا شد.

## موزیک ویدئو
موزیک ویدئو
این آهنگ ۷ مارس ۲۰۱۶ در یوتیوب منتشر شد.